# Anthrenus delicatus
Anthrenus delicatus é uma espécie de insetos coleópteros polífagos pertencente à família Dermestidae.
A autoridade científica da espécie é Kiesenwetter, tendo sido descrita no ano de 1851.
Trata-se de uma espécie presente no território português.